# Dương Hiến Dung
Dương Hiến Dung (chữ Hán: 羊獻容, ? - 322), người huyện Nam Thành, quận Thái Sơn, là hoàng hậu của hai vị hoàng đế là Tấn Huệ Đế của nhà Tây Tấn và Lưu Diệu của nhà Hán Triệu trong lịch sử Trung Quốc. Bà là người phụ nữ duy nhất trở thành hoàng hậu của hai triều đại khác nhau trong lịch sử Trung Quốc.

## Thân thế
Dương Hiến Dung xuất thân trong một gia đình quý tộc đầu thời nhà Tấn, có họ hàng với Dương hoàng hậu Dương Diễm (vợ vua Tấn Vũ Đế). Ông nội của bà là Dương Cẩn, làm quan tới chức Thượng thư Hữu bốc xạ thời Tấn Vũ Đế, còn người cha của bà là Dương Huyền Chi cũng làm đến chức Thượng thư lang. Bà được gả cho Tấn Huệ Đế Tư Mã Trung từ khi còn rất trẻ.

## Áo cưới bốc cháy
Tấn Huệ Đế Tư Mã Trung bẩm sinh vốn là người ngây ngô đần độn, việc triều chính lọt vào tay hoàng hậu đầu tiên của ông là Giả Nam Phong. Giả hậu từng bước tiêu diệt gia tộc của Dương thái hậu, các thân vương và thái tử Tư Mã Duật, nắm lấy thực quyền trong triều. Ngoài ra Giả hậu còn thường bắt con trai ngoài Kinh thành vào cung để tư thông, việc đồn cả ra ngoài nhưng Huệ Đế không hay biết.
Năm 300, sau khi thái tử Tư Mã Duật bị sát hại, Triệu vương Tư Mã Luân nhân cơ hội đó đã liên kết với các thân vương khác dẫn quân tấn công vào hoàng cung, giết chết Giả hậu, tiêu diệt toàn bộ dòng họ Giả rồi tự phong cho mình làm Tể tướng. Cùng lúc đó, Thượng thư lệnh Tôn Tú (thân tín của Triệu vương Luân) đã tiến cử Dương Hiến Dung lên địa vị hoàng hậu. Năm đó bà được 20 tuổi, còn Tấn Huệ Đế đã hơn 40.
Vào hôm tổ chức nghi lễ rước Dương Hiến Dung vào cung thì ở trong cung bỗng đã xảy ra hỏa hoạn. Khi Dương Hiến Dung mặc xong lễ phục, chuẩn bị nhập cung thì bỗng nhiên bộ lễ phục của bà bốc cháy, nhưng may mắn không có ảnh hưởng gì tới bà và lễ sắc phong vẫn diễn ra bình thường.

## Năm lần làm hoàng hậu
Sang năm 301, Triệu vương Tư Mã Luân phế truất Tấn Huệ Đế, tự lập làm đế, cho giam lỏng Tấn Huệ Đế và Dương hoàng hậu tống giam. Đây cũng là lần đầu tiên bà mất ngôi hoàng hậu.
Ba tháng sau, do oán ghét Tư Mã Luân, các thân vương gồm Thành Đô vương Tư Mã Dĩnh, Tề vương Tư Mã Quýnh, Trường Sa vương Tư Mã Nghệ phát binh tấn công kinh thành Lạc Dương. Tư Mã Luân thất bại, bị giết. Tề vương cho đón Huệ Đế và Dương hậu về cung phục vị.
Sau đó, đến lượt Tề vương Quýnh lộng quyền, các thân vương, đứng đầu là Trường Sa vương Tư Mã Nghệ lại cử quân thảo phạt và tiêu diệt Tư Mã Quýnh.
Sang năm 303, Thành Đô vương Tư Mã Dĩnh giết chết Tư Mã Nghệ, nắm lấy triều chính. Dĩnh mang quân vào kinh, lấy cớ Dương hậu là do Triệu vương lập nên ép Huệ Đế phế bỏ bà và Thái tử Đàm, lập Dĩnh làm Hoàng thái đệ. Dương Hiến Dung bị phế làm thứ nhân. Cha mẹ của bà đều bị giết hết.
Từ khi được làm Thái đệ, Tư Mã Dĩnh sinh lòng kiêu căng. Đông Hải vương Tư Mã Việt tức giận mang quân đánh Dĩnh. Dĩnh thua chạy về Nghiệp Thành. Dương Hiến Dung được Tư Mã Việt cho phục ngôi hoàng hậu.
Sang năm 304, Tư Mã Dĩnh giao chiến với Tư Mã Việt ở Nghiệp Thành, giành được thắng lợi và bắt được Tấn Huệ Đế. Tướng Trần Mạch chạy về Lạc Dương bảo vệ Dương hậu và thái tử. Cùng lúc đó, Hà Gian vương Tư Mã Ngung sai bộ tướng Trương Phương mang quân vào Lạc Dương lấy danh nghĩa cứu giá. Kho tàng châu báu từ thời Tào Ngụy (Tam Quốc) tới đó bị quân Phương tranh cướp lấy hết. Trương Phương ra lệnh phế truất Dương Hiến Dung lần thứ ba. Về sau, Phương thấy Lạc Dương bị tàn phá, không đủ lương, bèn ép mang Huệ Đế và Tư Mã Dĩnh về theo Tư Mã Ngung ở Trường An.
Tháng 11 năm 304, Huệ Đế tới Trường An, Tư Mã Ngung cho Dương hậu phục vị, sau đó phế ngôi thái đệ của Tư Mã Dĩnh. Đến tháng 1 năm 305, Trương Phương lại một lần nữa phế truất Dương Hiến Dung mà không rõ nguyên nhân gì. Tới tháng 11 cùng năm, tướng Chu Quyền giả xưng là nhận được mật chiếu của hoàng đế, tuyên bố hồi phục ngôi vị cho Dương Hiến Dung. Sau đó, thủ hạ của Trương Phương là Lạc Dương Lệnh Hà Kiều dẫn quân đánh Chu Quyền. Chu Quyền bại trận, Hà Kiều lại phế truất Dương hậu lần thứ năm. Tư Mã Ngung thấy vậy cũng muốn hạ độc giết chết Dương Hiến Dung. Tuy nhiên, viên tướng ở lại giữ Lạc Dương là Lưu Thôn kiên quyết ngăn lại việc này. Tư Mã Ngung đọc xong tờ biểu, đùng đùng nổi giận, sai người dẫn quân tới Lạc Dương tiêu diệt Lưu Thôn. Lưu Thôn không còn cách nào khác đành bỏ chạy tới chỗ của Cao Mật vương Tư Mã Lược tránh nạn, mang theo Dương Hiến Dung.
Đến cuối năm 305, Đông Hải vương Tư Mã Việt giành thắng lợi trong cuộc giao tranh với Tư Mã Ngung, nhân đó bắt được Huệ Đế,rồi hạ lệnh dời đô về Trường An. Đến tháng 6 năm 306, Việt hạ lệnh phục lại ngôi hoàng hậu cho Dương Hiến Dung.

## Thời Hoài Đế, Mẫn Đế
Cuối năm 306, Tấn Huệ Đế bị Tư Mã Việt chuộc rượu độc chết, người được chỉ định nối ngôi là Hoàng Thái đệ Tư Mã Xí. Dương Hiến Dung triệu thái tử cũ là Thanh Hà vương Tư Mã Đàm vào cung định lập lên ngôi nhưng ý định của bà không thành, Tư Mã Xí được tôn lên ngôi, tức là Tấn Hoài Đế.
Do Dương hoàng hậu không phải là mẹ ruột của Tấn Hoài Đế nên chỉ được tôn làm Hiếu Huệ hoàng hậu, không được lập làm Hoàng Thái hậu, chuyển sang Hoàng Huấn cung sinh sống.

## Tái giá với Lưu Diệu
Năm 311, quân Hán Triệu ở miền bắc phát triển lớn mạnh, tiến công vào kinh thành Lạc Dương của nhà Tấn. Thành Lạc Dương nguy khốn, trong thành hết lương thực, nhiều người chết đói, thậm chí phải ăn thịt của nhau. Cuối cùng, đại quân của Lưu Diệu phá thành Lạc Dương, hoàng cung bị tàn phá và đổ nát. Tấn Hoài Đế cùng Dương Hiến Dung (năm đó mới ngoài 30) cũng bị quân Hung Nô bắt. Bà trở thành tì thiếp của Lưu Diệu. Bà sinh cho Lưu Diệu ba người con là Lưu Hi, Lưu Tập và Lưu Xiển.
Năm 318, hoàng đế Hán Triệu Lưu Thông qua đời, con là Lưu Xán lên kế vị. Cùng năm đó, Xán bị Cận Chuẩn sát hại. Lưu Diệu khi đó làm tướng quốc, trấn giữ Trường An, khi nghe tin Cận Chuẩn làm phản, Lưu Diệu tự mình dẫn quân từ Trường An tới Bình Dương dẹp loạn, giết Cận Chuẩn lên làm hoàng đế. Lưu Diệu lập bà làm hoàng hậu. Đây là lần thứ sáu Dương Hiến Dung trở thành hoàng hậu.
Sau khi phong cho Dương Hiến Dung làm hoàng hậu, Lưu Diệu hỏi bà rằng:
Ta đây với họ Tư Mã (Tấn Huệ Đế) thì ai hơn?
Dương Hiến Dung trả lời
Về căn bản chẳng có gì đáng để so sánh. Hoàng thượng là một ông vua mở nước, còn ông ta là một ông vua mất nước. Ông ta có một vợ, một con cũng không thể bảo vệ được, thân là hoàng đế mà vợ tới 5 lần bị phế làm thứ dân. Trước đây, khi thiếp bị bệ hạ bắt về, thực là không muốn sống, nào dám nghĩ rằng, đến nay lại được phong làm hoàng hậu. Thiếp vốn xuất thân trong một dòng họ danh giá, nên coi thường bọn đàn ông phàm phu tục tử. Tuy nhiên từ ngày về với bệ hạ, thiếp mới biết thế nào là một đại anh hùng..
Lưu Diệu từ đó lại càng sủng ái bà.
Năm 322, Dương Hiến Dung qua đời. Tính tổng cộng thì bà làm hoàng hậu cho nhà Tấn 6 năm, hoàng hậu Hán Triệu 4 năm, thọ hơn 40 tuổi. Bà được truy phong làm Hiến Văn hoàng hậu (獻文皇后).